# Jakushitsu Genkō
Jakushitsu Genkō (寂室 元光) (né le 23 juin 1290, mort le 25 septembre 1367) est un maître rinzai japonais, poète et flûtiste et premier abbé du temple bouddhiste Eigen-ji, construit à sa seule intention pour qu'il y enseigne le Zen. Sa poésie est  considérée par les connaisseurs comme la plus raffinée de la poésie zen. Il voyage en Chine et étudie le ch'an avec des maîtres de l'école Linji de 1320 à 1326, puis retourne au japon vivre en ermite pendant de longues années. Ce n'est que vers la fin de sa vie qu'il décide d'enseigner le Zen.